# Окадзаки
Окадзаки е град в префектура Айчи, Япония. Населението му е 386 639 жители (по приблизителна оценка от октомври 2018 г.), а общата площ 387,24 кв. км. Намира се в часова зона UTC+9 в централноюжната част на префектурата си. Около 60% от площта на града е покрита с гори и е слабо заселена. Населението се поделя на 139 233 домакинства (2,64 души в едно домакинство); има 185 651 мъже и 182 550 жени.

## Побратимени градове
- Нюпорт Бийч (Калифорния, САЩ)
- Удевала (Швеция)
- Хох хот (Китай)